# Niobe (Schiff, 1913)
Die Niobe war ein Segelschulschiff der Reichsmarine. Sie sank 1932 in der Ostsee im Fehmarnbelt in einer unvorhersehbaren Gewitterbö, wobei 69 Mann der Besatzung ertranken.

## Geschichte
Der im Jahre 1913 auf der Frederikshavn Værft og Flydedok (Frederikshavner Werft und Schwimmdock) unter der Baunummer 143 vom Stapel gelaufene Viermastgaffelschoner trug ursprünglich den Namen Morten Jensen und stand zunächst im Dienst der „Rederiet (Reederei) F. L. Knakkegaard“ in Nykøbing. 1916 wurde das Schiff nach Norwegen verkauft und in Tyholm umbenannt. Während eines Transportes von Grubenholz nach England wurde der Schoner im Ersten Weltkrieg am 21. November 1916 vom deutschen Unterseeboot UB 41 aufgebracht und anschließend prisengerichtlich eingezogen.
Zunächst wurde das Schiff als Hilfsfeuerschiff Aldebaran (benannt nach dem „Auge“ im Sternbild Stier) eingesetzt. 1921 ging es an die Marine und wurde zunächst in Schwalbe, dann Niobe (nach der griechischen Sagengestalt Niobe) umbenannt. Erster Kommandant von März 1921 bis September 1921 war Kapitänleutnant Felix Graf von Luckner. Nach einer Zwischenstation als Charterschiff namens Schwalbe einer Filmgesellschaft wurde es 1922 wieder von der deutschen Reichsmarine übernommen und bis zum 30. April 1923 zu einer dreimastigen Jackass-Bark umgebaut. Wieder auf den Namen Niobe getauft, wurde das Schiff anschließend als Segelschulschiff eingesetzt. Ein Hilfsmotor erlaubte auch den Besuch von Häfen mit ungünstigen Fahrwasserverhältnissen. Zur Mannschaft zählten neben dem Kommandanten vier Ausbildungs- und Wachoffiziere, ein Marinestabsarzt, ein Marineoberzahlmeister sowie 25 Unteroffiziere und ältere Mannschaften. Jährlich durchliefen rund 350 Teilnehmer die zweieinhalb- bis dreieinhalb Monate dauernden Unteroffizieranwärter- und Offizieranwärterlehrgänge auf dem Schiff. Die Reisen der Niobe führten gewöhnlich in die Nord- und Ostsee, später auch nach Spanien und zu skandinavischen Häfen.
Erster Kommandant der umgebauten Niobe wurde der Kapitänleutnant, dann Korvettenkapitän Ernst Krafft (1885–1954), der im Ersten Weltkrieg als U-Boot-Kommandant gedient hatte, von März 1922 bis Mai 1924. Zu den folgenden Kommandanten gehörten Erwin Waßner (April 1925 bis Januar 1927) und sein Nachfolger Raul Mewis (bis Juni 1929).

## Untergang
Am 26. Juli 1932 kenterte die Niobe im Fehmarnbelt auf der Position 54° 35′ 42″ N, 11° 11′ 12″ O in einer nicht vorhersehbaren Gewitterbö (siehe Weiße Bö) und sank in wenigen Minuten. 69 Menschen kamen dabei ums Leben, 40 wurden von einem Feuerschiff und dem Dampfschiff Therese Ruß gerettet. Unter den Geretteten war auch der Kommandant Kapitänleutnant Heinrich Ruhfus. Er wurde später nach einem Kriegsgerichtsverfahren durch das Gericht von der Anklage der Fahrlässigkeit am 10. November 1932 freigesprochen. Ursache für das rasche Sinken war unter anderem der Umstand, dass zu diesem Zeitpunkt auf Grund des guten Wetters alle Luken und Bullaugen geöffnet waren.
Am 21. August 1932 wurde das Schiff gehoben, nach Kiel geschleppt und eingehend untersucht. 50 Tote wurden geborgen, auf dem Nordfriedhof (Kiel) beigesetzt oder in ihre Heimatorte überführt. 19 Seeleute blieben auf See. Das Wrack wurde am 18. September 1933 nordöstlich der Stolpe-Bank vom Torpedoboot Jaguar mit einem Torpedo versenkt. Der Großteil der Flotte war anwesend.

## Denkmale
- Im Eingangsbereich des Kieler Nordfriedhofs befindet sich die Gedenk- und Grabstätte für die Opfer des Untergangs der Niobe.[3]
- An der Nordküste (Gammendorfer Strand) der Insel Fehmarn befindet sich in Sichtweite der Unglücksstelle das Niobe-Denkmal, das an den Untergang der Niobe erinnert. In jedem Jahr wird dort am Tag des Untergangs ein Kranz niedergelegt.[4]
- Im Hauptgebäude der Universität Greifswald wurde eine Gedenktafel von Erich Rottig angebracht für sechs ihrer Medizinstudenten, die als Marine-Sanitäts-Offiziersanwärter auf der Niobe ertranken.[5]
- In der Christus- und Garnisonkirche in Wilhelmshaven erinnert ein Segel und ein bronzener Seemann an den Untergang der Niobe. Der Seemann steht auf einer Holzplanke mit der Aufschrift: "SIE KAEMPFTEN - SIE STARBEN - SIE LEBEN". An der Holzplanke hängt ein Rettungsring mit dem Namen Niobe. Einige der Opfer des Untergangs stammten aus Wilhelmshaven.

Der Bug und das Heck eines Nachbaus der Niobe aus Beton sind an der Talsperre Kriebstein in Sachsen erhalten und dienen heute als Bootshalle. Der Nachbau war Teil des SA-Seesport-Übungslagers Lauenhain-Zschopau Talsperre.

## Weitere Technische Daten
- Höhe des Großmastes: 34,8 m
- Höhe Masttop-Kiel: 30 m; als Niobe: 34,8 m

## Bekannte Besatzungsangehörige
- Christoph Aschmoneit (1901–1984), war ein deutscher Schiffbauingenieur. Vor und nach dem Zweiten Weltkrieg zählte er zu den führenden deutschen U-Bootbauern.
- Horst Biesterfeld (1906–1969), war als Flottillenadmiral der Bundesmarine Unterabteilungsleiter der Stabsabteilung FüB VI im Bundesministerium für Verteidigung
- Carl-Heinz Birnbacher (1910–1991), war von 1968 bis 1970, als Konteradmiral der Bundesmarine, Stellvertreter des Befehlshabers der Flotte
- Robert Gysae (1911–1989), war von 1967 bis 1970 als Flottillenadmiral Kommandeur der Marinedivision Nordsee
- Gert Jeschonnek (1912–1999), war von 1967 bis 1971 als Vizeadmiral dritter Inspekteur der Marine
- Werner Georg Kimmerling (1913–1995), war 1968–1971 als Flottillenadmiral Inspizient  Schiffstechnik im Marineamt
- Otto Kretschmer (1912–1998), war von 1965 bis 1970 als Flottillenadmiral Chef des Stabes beim NATO-Befehlshaber der Seestreitkräfte Ostseezugänge
- Günter Kuhnke (1912–1990), war von 1966 bis 1972 als Konteradmiral Amtschef des Marineamts
- Bernhard Rogge (1899–1982), war 1957–1962 als Konteradmiral Befehlshaber des Wehrbereichs I
- Max-Eckart Wolff (1902–1988), war von 1957 bis 1963 als Flottillenadmiral Kommandeur im Kommando der Flottenbasis
- Karl-Adolf Zenker (1907–1998), war von 1961 bis 1967 als Vizeadmiral zweiter Inspekteur der Marine

## Galerie

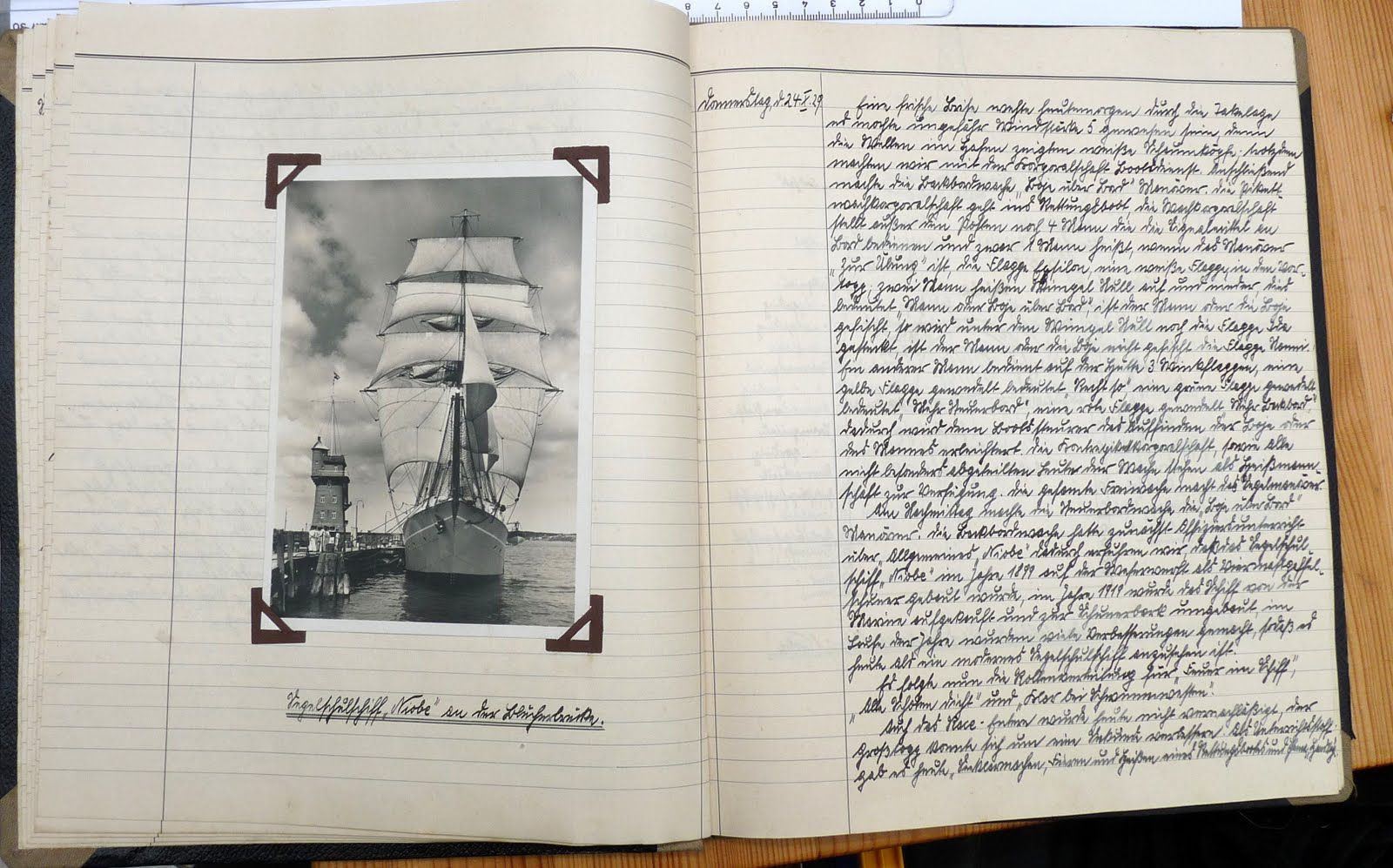
Logbuch der Niobe vom 24. Oktober 1929
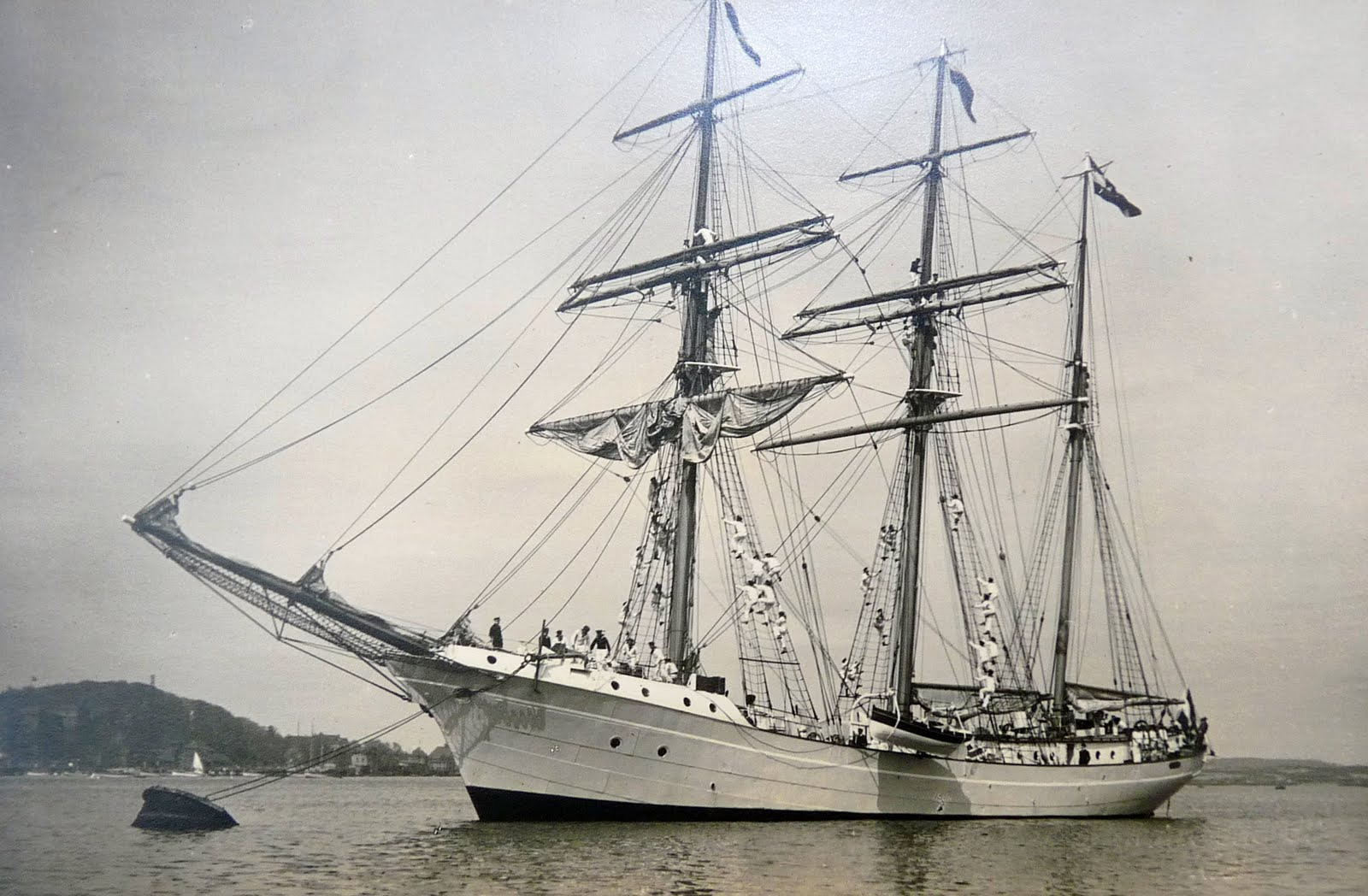
Niobe, 1929
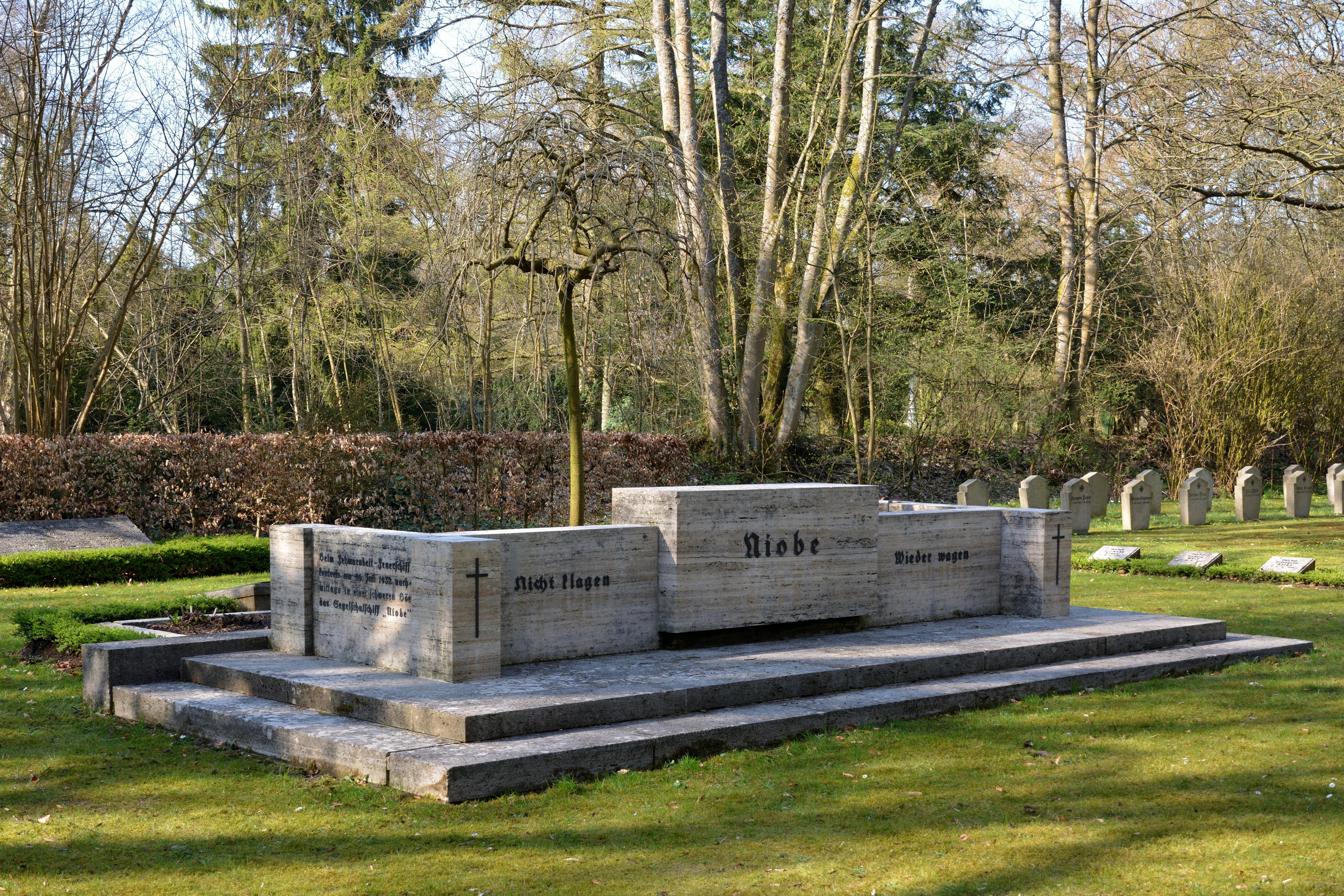
Gedenkstätte in Kiel
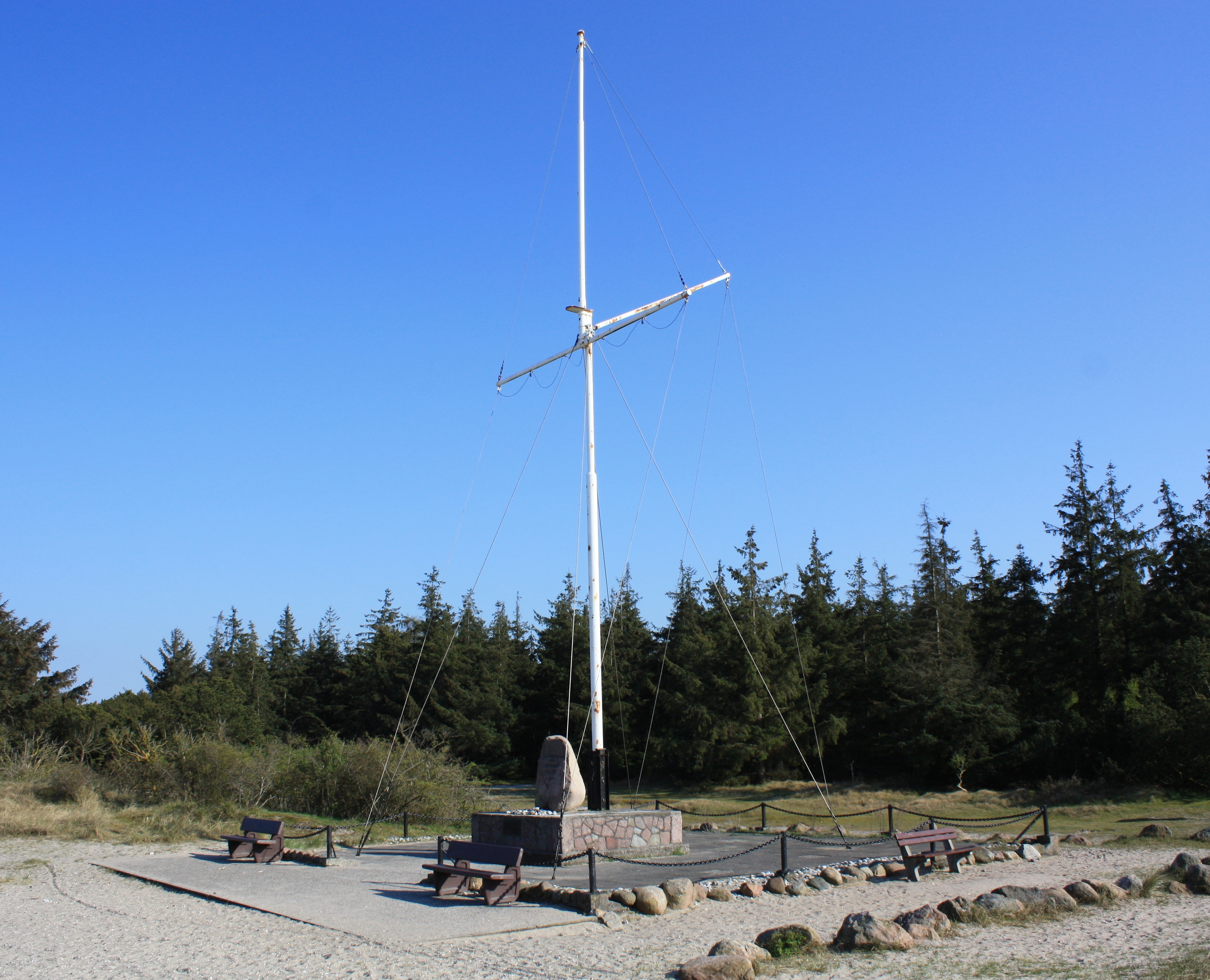
Niobe-Denkmal bei Gammendorf auf Fehmarn
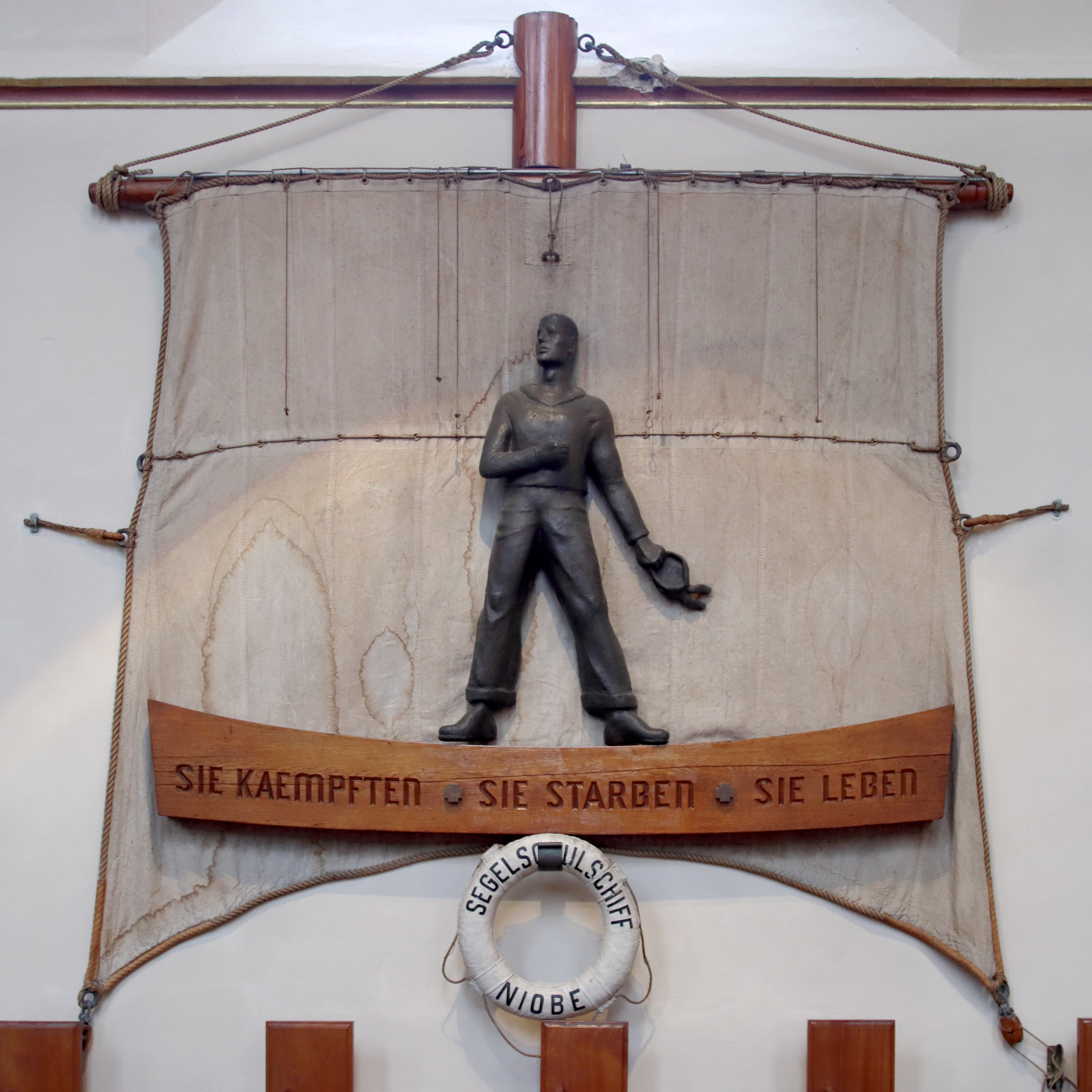
Das Niobe-Denkmal in der Christus- und Garnisonkirche in Wilhelmshaven.

## Filme
- 1922 Niobe, das erste Segelschulschiff der neuen Marine (Dokumentarfilm) – Vera-Filmwerke
- 1932 Das Schulschiff Niobe (Dokumentarfilm) – Vera-Filmwerke